# ラカイア
ラカイア (英: Rakaia) は、ニュージーランドのカンタベリー地方南部にある小さな町で、クライストチャーチから約55km南に位置する。
人口は1,510人 （2020年人口統計）。

## ラカイア川
鮭釣りで有名な川である。網状流路を形成し川幅が非常に広い。この川に架かる鉄道橋はニュージーランド最長である。

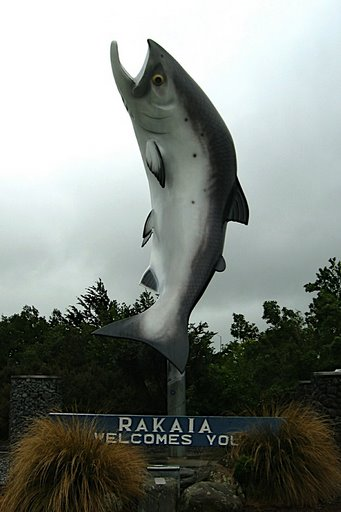
ラカイア